# Ritratto di un cane di grossa taglia
Ritratto di un cane di grossa taglia (in inglese Portrait of a Large Dog) è un dipinto a olio che raffigura un dingo (Canis lupus dingo) opera di George Stubbs. Fa parte della collezione del National Maritime Museum di Greenwich, Londra. Questo dipinto, insieme a Il canguro della Nuova Olanda furono i primi dipinti di mammiferi australiani nell'arte occidentale e, in realtà, la prima volta che la maggior parte degli europei vide queste creature viventi a seguito dell'esplorazione europea dell'Australia.

## Storia
Il dipinto a olio fu commissionato da Joseph Banks sulla base delle sue osservazioni dei dingo sulla costa orientale dell'Australia nel 1770 durante il primo viaggio di scoperta del tenente James Cook. Non fu raccolto alcun esemplare da usare come soggetto, a differenza del dipinto complementare Il canguro della Nuova Olanda, ed è considerato una rappresentazione piuttosto generica di un dingo, presto superata da raffigurazioni più accurate nel 1789. Le due opere furono gli unici dipinti che Stubbs, altamente considerato nel genere, non realizzò da un soggetto vivo, sebbene sia uno dei pochi dipinti a olio a presentare uno specimen scientifico.
Fu esposto per la prima volta dalla Society of Artists di Londra nel 1773 insieme al suo dipinto di un canguro, Il canguro della Nuova Olanda. Negli ultimi anni il dipinto era stato esposto a Parham House nel West Sussex durante le aperture al pubblico.
Nel 2012, Ritratto di un cane di grossa taglia e Il canguro della Nuova Olanda furono acquistati insieme all'asta per 9,3 milioni di dollari australiani da un acquirente anonimo.  Una richiesta di portarli in Australia fu rifiutata dal Dipartimento della Cultura per la loro importanza nazionale. Sir David Attenborough, che aveva guidato una campagna per mantenere entrambi i ritratti in Gran Bretagna, commentò che era "una notizia entusiasmante che questi due dipinti, così importanti nella storia della scoperta zoologica, debbano rimanere dove furono commissionati e dipinti".  La National Gallery of Australia aveva espresso un forte desiderio di acquistare i ritratti.  Nel novembre 2013 fu annunciato che una donazione di 1,5 milioni di sterline della Eyal Ofer Family Foundation consentirà al National Maritime Museum di Greenwich, Londra, di acquisire i due dipinti.